# Gran Bilbao

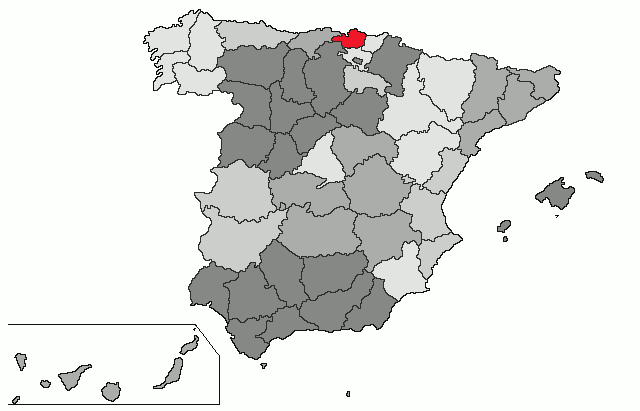
Localización de la provincia de Vizcaya en España

El Gran Bilbao (en euskera, Bilbo Handia, o también Bilboaldea) es una zona, ámbito territorial o comarca no oficial de Vizcaya (País Vasco, España). Está constituida por el conjunto de municipios dispuestos a lo largo del río Nervión hasta su desembocadura y que debido a su crecimiento han llegado a unirse físicamente originando una conurbación, cuya área metropolitana constituye la sexta aglomeración de España en población.

## Geografía

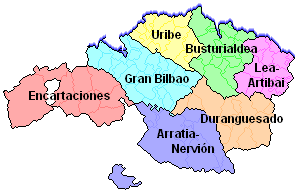
Comarcas de la provincia de Vizcaya.

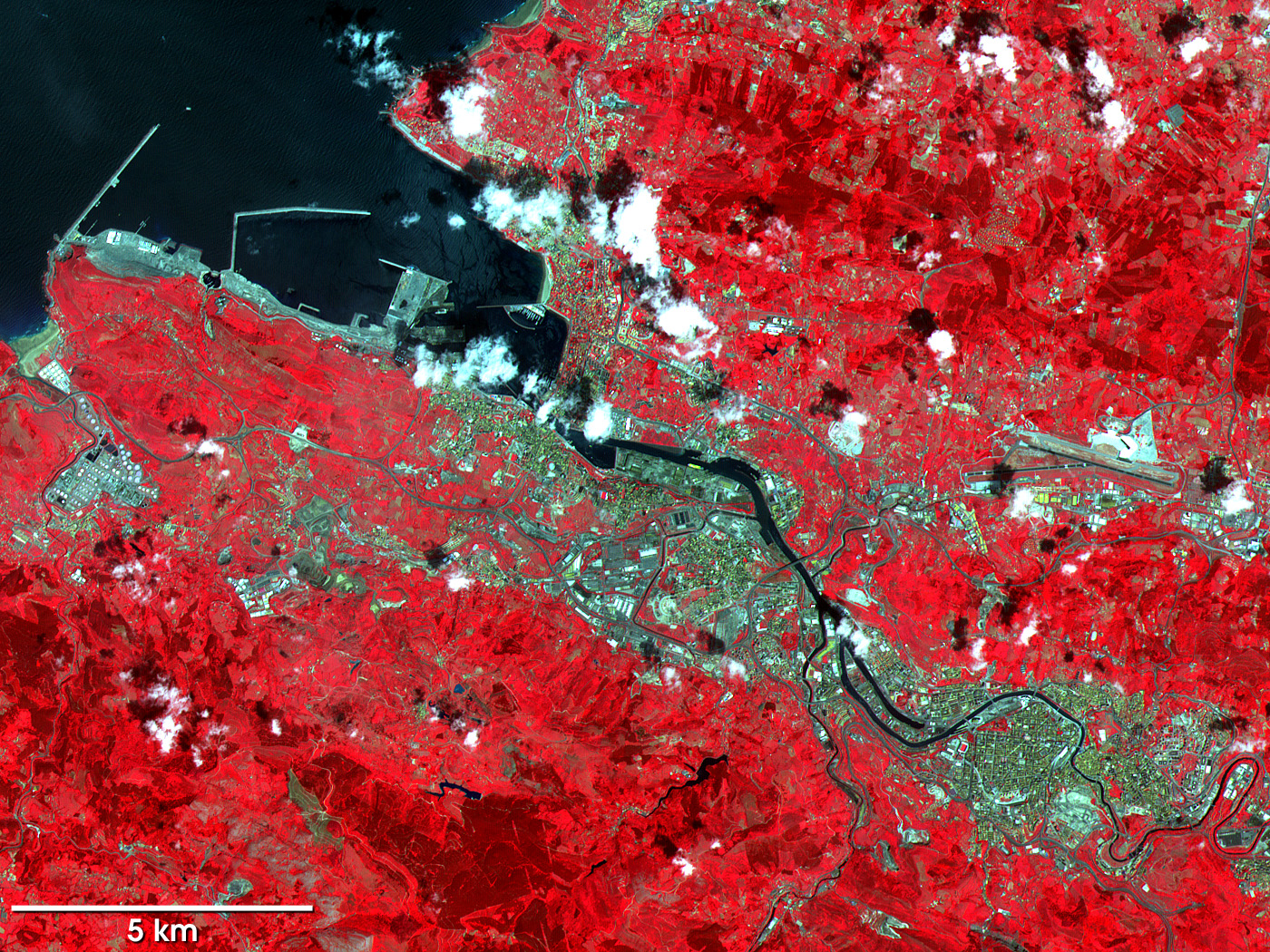
Fotografía infrarroja tomada el 5 de julio de 2002 por el ASTER a bordo de la nave Terra de la NASA. Las áreas rojas son zonas donde predomina la vegetación, los píxeles azul oscuro las aguas de la ría del Nervión, las manchas blancas son nubes, pudiéndose apreciar sus sombras sobre la superficie y los píxeles de tonos verdes la intensa urbanización desarrollada en el entorno de la ría. Fuente: Earth Observatory (NASA).

Se puede dividir a su vez en varias subcomarcas (geográficas y populares):
- La villa de Bilbao.
- La Margen Izquierda. Zona tradicionalmente obrera situada en la margen izquierda de la ría de Bilbao, formada por las localidades de Baracaldo, Sestao, Portugalete, Santurce (Santurtzi) y Alonsótegui.[3]
- La Margen Derecha. Tiene un carácter más residencial en el que se ubican los municipios de Erandio, Lejona (Leioa), Guecho y Berango.
- La Zona Minera. Valle de Trápaga (Trapagaran), Abanto y Ciérvana, Ciérvana,[4] Ortuella y Musques (Muskiz).
- El Valle de Asúa. Sondica, Derio, Lujua (Loiu), Zamudio, Lezama y Larrabezúa.
- El Alto Nervión. Basauri, Galdácano (Galdakao), Arrigorriaga, Echévarri y Zarátamo.

Aunque oficialmente son tres comarcas, ya que la división oficial no considera al Gran Bilbao como comarca y esta la divide en las tres siguientes:
- Bilbao.
- La Margen Izquierda. Formada por la propia Margen Izquierda, la Zona Minera y el Alto Nervión.
- La Margen Derecha. Formada por la propia Margen Derecha y el Valle de Asúa.

Aunque las dos anteriores sean las divisiones más utilizadas, al no haber una clara definición de comarca/subcomarca existen otras divisiones posibles.

## Municipios
| Municipio             | Superficie (km²) | Población (01/2017) | Densidad (hab/km²) |
| --------------------- | ---------------- | ------------------- | ------------------ |
| Abanto y Ciérvana     | 16               | 9580                | 598.75             |
| Alonsótegui           | 16               | 2845                | 177,81             |
| Arrigorriaga          | 22,8             | 11 951              | 524,17             |
| Baracaldo             | 25,03            | 98 055              | 3917,50            |
| Basauri               | 7,2              | 40 882              | 5678,06            |
| Berango               | 8,9              | 7169                | 805,51             |
| Bilbao                | 41,6             | 342 810             | 8240,63            |
| Derio                 | 7,4              | 6396                | 702,86             |
| Ciérvana              | 9,1              | 1495                | 202,03             |
| Echévarri             | 3,3              | 11 096              | 3362,42            |
| Erandio               | 17,56            | 24 157              | 1375,68            |
| Galdácano             | 31,7             | 29 361              | 926,21             |
| Guecho                | 11,89            | 77 530              | 6520,61            |
| Larrabezúa            | 21,5             | 2049                | 95,30              |
| Lejona                | 8,5              | 30 904              | 3635,76            |
| Lezama                | 16,5             | 2403                | 145,64             |
| Lujua                 | 15,3             | 2336                | 152,68             |
| Musques               | 21,5             | 7517                | 349,63             |
| Ortuella              | 7,65             | 8315                | 1086,93            |
| Portugalete           | 3,21             | 46 274              | 14 415,58          |
| Santurce              | 6,8              | 45 651              | 6713,38            |
| Sestao                | 3,5              | 27 311              | 7803,14            |
| Sondica               | 6,3              | 4483                | 711,59             |
| Valle de Trápaga      | 13,1             | 11 872              | 906,26             |
| Zamudio               | 18,2             | 3268                | 179,56             |
| Zarátamo              | 10               | 1633                | 163,30             |
| Total (26 municipios) | 371,8            | 857 343             | 2313,77            |

### Núcleos de población de la comarca según el INE
|     | Nombre localidad                          | Nombre oficial              | Municipio         | Población 2019 |
| 1   | Bilbao                                    | Bilbao                      | Bilbao            | 346 843        |
| 2   | San Vicente de Baracaldo                  | San Vicente de Barakaldo    | Baracaldo         | 100 227        |
| 3   | Portugalete                               | Portugalete                 | Portugalete       | 45 766         |
| 4   | Santurce Antiguo                          | Santurtzi                   | Santurce          | 45 521         |
| 5   | Basauri                                   | Basauri                     | Basauri           | 40 589         |
| 6   | Algorta                                   | Algorta                     | Guecho            | 38 084         |
| 7   | Sestao                                    | Sestao                      | Sestao            | 27 296         |
| 8   | Las Arenas                                | Las Arenas/Areeta           | Guecho            | 26 170         |
| 9   | La Cruz                                   | Kurtzea                     | Galdácano         | 21 658         |
| 10  | Lejona Elejalde                           | Elexalde                    | Lejona            | 19 718         |
| 11  | Santa María de Guecho                     | Andra Mari                  | Guechou           | 13 692         |
| 12  | Alzaga                                    | Altzaga                     | Erandio           | 10 543         |
| 13  | Astrabudúa                                | Astrabudua                  | Erandio           | 10 249         |
| 14  | San Salvador del Valle o Valle de Trápaga | Valle de Trápaga/Trapagaran | Valle de Trápaga  | 10 126         |
| 15  | Arrigorriaga                              | Arrigorriaga                | Arrigorriaga      | 8421           |
| 16  | Artaza                                    | Artatza                     | Lejona            | 7448           |
| 17  | Santurce-Ortuella o Urtuella              | Ortuella                    | Ortuella          | 7329           |
| 18  | San Juan de Musques                       | San Juan de Muskiz          | Musques           | 6230           |
| 19  | Cucullaga                                 | Kukullaga                   | Echévarri         | 5880           |
| 20  | San Esteban de Echévarri                  | Doneztebe                   | Echévarri         | 5248           |
| 21  | Gallarta                                  | Gallarta                    | Abanto y Ciérvana | 4691           |
| 22  | Berango                                   | Berango                     | Berango           | 4637           |
| 23  | Lamiaco                                   | Lamiako                     | Lejona            | 4629           |
| 24  | Usánsolo                                  | Usansolo                    | Galdácano         | 4489           |
| 25  | San Miguel de Basauri o Elejalde          | Elexalde                    | Basauri           | 4352           |
| 26  | Arteaga                                   | Arteaga Derio               | Derio             | 3894           |
| 27  | Basozábal                                 | Basozabal                   | Sondica           | 3737           |
| 28  | La Peña                                   | Abusu/La Peña               | Arrigorriaga      | 3556           |
| 29  | Zamudio San Martín de Arteaga             | Arteaga (San Martín)        | Zamudio           | 2718           |
| 30  | Baserri-Santa Ana                         | Baserri-Santa Ana           | Berango           | 2558           |
| 31  | Aguirre-Aperribay                         | Agirre-Aperribai            | Galdácano         | 2347           |
| 32  | Urbi                                      | Urbi                        | Basauri           | 2042           |
| 33  | Las Carreras                              | Las Carreras                | Abanto y Ciérvana | 1959           |
| 34  | Sanfuentes                                | Sanfuentes                  | Abanto y Ciérvana | 1856           |
| 35  | Alonsótegui                               | Alonsotegi                  | Alonsótegui       | 1790           |
| 36  | Larrabezúa                                | Uria                        | Larrabezúa        | 1716           |
| 37  | La Campa                                  | Erandiogoikoa               | Erandio           | 1689           |
| 38  | San Esteban de Derio                      | San Esteban Derio           | Derio             | 1623           |
| 39  | Zabaloeche                                | Zabaloetxe                  | Lujua             | 1448           |
| 40  | Garayolza o Garayolches                   | Garaioltza                  | Lezama            | 1331           |
| 41  | Arcocha                                   | Arkotxa                     | Zarátamo          | 926            |
| 42  | Iráuregui                                 | Irauregi                    | Alonsótegui       | 864            |
| 43  | Urioste                                   | Urioste                     | Ortuella          | 862            |
| 44  | Arechalde                                 | Aretxalde                   | Lezama            | 849            |
| 45  | Ugarte                                    | Ugarte                      | Valle de Trápaga  | 727            |
| 46  | El Regato                                 | Errekatxo                   | Baracaldo         | 654            |
| 47  | Luchana-Enécuri                           | Lutxana-Enekuri             | Erandio           | 644            |
| 48  | San Isidro Aldecona                       | Aldekona (San Isidro)       | Derio             | 565            |
| 49  | Izarza                                    | Izartza                     | Sondica           | 562            |
| 50  | Santa María de Galdácano o Elejalde       | Elexalde Galdakao           | Galdácano         | 534            |
| 51  | Arriagas                                  | Arriaga                     | Erandio           | 509            |
| 52  | Elochelerri                               | Elotxelerri                 | Lujua             | 508            |
| 53  | La Arboleda                               | La Arboleda/Zugaztieta      | Valle de Trápaga  | 507            |
| 54  | Goyerri                                   | Goierri                     | Erandio           | 503            |
| 55  | Zarátamo                                  | Zaratamo                    | Zarátamo          | 495            |
| 56  | San Cristóbal de Derio o Elejalde         | Elexalde Derio              | Derio             | 491            |
| 57  | La Rigada                                 | La Rigada                   | Musques           | 465            |
| 58  | Lauros                                    | Lauroeta                    | Lujua             | 440            |
| 59  | Leguizamón                                | Legizamon                   | Echévarri         | 435            |
| 60  | La Arena                                  | La Arena                    | Ciérvana          | 352            |
| 61  | La Cuesta                                 | La Cuesta                   | Ciérvana          | 337            |
| 62  | San Mamés                                 | San Mamés                   | Ciérvana          | 318            |
| 63  | Goicolejea                                | Goikoelexalde o Elexalde    | Larrebezúa        | 317            |
| 64  | Asúa                                      | Asua                        | Erandio           | 313            |
| 65  | El Puerto                                 | El Puerto                   | Ciérvana          | 284            |
| 66  | Ugaldeguren San Mamés                     | Ugaldeguren (Santimami)     | Zamudio           | 268            |
| 67  | Pucheta                                   | Putxeta                     | Abanto y Ciérvana | 264            |
| 68  | Arbuyo                                    | Arbuio                      | Alonsótegui       | 253            |
| 69  | San Julián de Musques                     | San Julián de Muskiz        | Musques           | 250            |
| 70  | Santelices                                | Santelices                  | Musques           | 245            |
| 71  | Balparda                                  | Balparda                    | Santurce          | 238            |
| 72  | La Reineta                                | Larreineta                  | Valle de Trápaga  | 233            |
| 73  | Goitiolza                                 | Goitioltza                  | Lezama            | 232            |
| 74  | Galindo-Salcedillo                        | Galindo-Salcedillo          | Valle de Trápaga  | 213            |
| 75  | Poveña o Pobeña                           | Pobeña                      | Musques           | 201            |
| 76  | Nocedal                                   | Nocedal                     | Ortuella          | 198            |
| 77  | San Antolín o Aranolces                   | Aranoltza (San Antolín)     | Zamudio           | 158            |
| 78  | Cotorrio                                  | Cotorrio                    | Abanto y Ciérvana | 154            |
| 79  | Bequea                                    | Bekea                       | Galdácano         | 151            |
| 80  | Gumucio                                   | Gumuzio                     | Galdácano         | 147            |
| 81  | Sangróniz                                 | Zangroiz                    | Sondica           | 141            |
| 82  | Martiartu                                 | Martiartu                   | Arrigorriaga      | 140            |
| 83  | Moyordin-Barrondo                         | Moiordin-Barrondo           | Zarátamo          | 134            |
| 84  | Valle                                     | Valle                       | Ciérvana          | 126            |
| 85  | El Covarón                                | Cobarón                     | Musques           | 116            |
| 86  | Gueldos                                   | Geldo                       | Zamudio           | 116            |
| 87  | Elguero                                   | Elguero                     | Valle de Trápaga  | 111            |
| 88  | El Villar                                 | El Villar                   | Santurce          | 94             |
| 89  | La Balastera                              | La Balastera                | Abanto y Ciérvana | 78             |
| 90  | Cardeo                                    | Kardeo                      | Ciérvana          | 73             |
| 91  | Santa Juliana de Abanto                   | Santa Juliana               | Abanto y Ciérvana | 67             |
| 92  | La Campa o Landa (Sondica)                | Landa                       | Sondica           | 62             |
| 93  | Las Calizas                               | Las Calizas                 | Abanto y Ciérvana | 58             |
| 94  | Los Castaños                              | Los Castaños                | Abanto y Ciérvana | 56             |
| 95  | La Orconera                               | La Orconera                 | Ortuella          | 51             |
| 96  | Abanto                                    | Abanto                      | Abanto y Ciérvana | 50             |
| 97  | Triano                                    | Triano                      | Abanto y Ciérvana | 49             |
| 98  | Murrieta                                  | Murrieta                    | Abanto y Ciérvana | 46             |
| 99  | Parcocha-Barrionuevo                      | Parkotxa-Barrionuevo        | Valle de Trápaga  | 41             |
| 100 | San Pedro de Abanto                       | San Pedro                   | Abanto y Ciérvana | 40             |
| 101 | Sangróniz                                 | Zangroiz                    | Lujua             | 37             |
| 102 | Cadegal                                   | Cadegal                     | Ortuella          | 36             |
| 103 | Burbustu-Altamira                         | Burbustu-Altamira           | Zarátamo          | 35             |
| 104 | El Campillo                               | El Campillo                 | Abanto y Ciérvana | 34             |
| 105 | San Antolín o Aranolces                   | Aranoltza (San Antolín)     | Derio             | 30             |
| 106 | Ugaldeguren San Mamés                     | Ugaldeguren (Santimami)     | Derio             | 28             |
| 107 | Durañona                                  | Durañona                    | Valle de Trápaga  | 26             |
| 108 | Gutialo o Gutiolo                         | Gutiolo                     | Zarátamo          | 24             |
| 109 | Picón                                     | Picón                       | Abanto y Ciérvana | 23             |
| 110 | La Florida                                | La Florida                  | Abanto y Ciérvana | 10             |
| 111 | Triano                                    | Triano                      | Ortuella          | 9              |
| 112 | Las Cortes                                | Las Cortes                  | Abanto y Ciérvana | 7              |
| 113 | Trápaga-Causo                             | Trapaga-Kauso               | Valle de Trápaga  | 1              |
| 114 | Matamoros-Burzaco                         | Matamoros-Burtzako          | Valle de Trápaga  | 0              |